# Transrörelse
Transrörelsen är en rörelse för att främja transpersoners lika rättigheter i samhället och deras rättsliga status samt eliminera diskriminering och våld mot transpersoner. Det kan exempelvis handla om lika tillgång till bostäder, sysselsättning, utbildning och hälsovård. Det kan också handla om lika rätt att bilda familj, adoptera barn, ärva, äga mark, rösta och att uttrycka sin könsidentitet. Ett viktigt mål för transrörelsen är att länder ska tillåta  ändring av juridiskt kön och att denna ändring kan få genomslag i samtliga rättsliga dokument som rör personen samt att ändringen kan ske utan krav på könsbekräftande behandling eller någon typ av diagnos utan enbart med hjälp av självbestämmande. Transrörelsen är en del av den bredare HBTQ-rörelsen.